# Leiophron relicta
Leiophron relicta är en stekelart som först beskrevs av Johannes Friedrich Ruthe 1856.  Leiophron relicta ingår i släktet Leiophron och familjen bracksteklar. Arten är reproducerande i Sverige. Inga underarter finns listade i Catalogue of Life.